# Marie, Antoine, Charles, Suzanne de Terrier de Santans
Marie Antoine Charles Suzanne de Terrier de Santans est un homme politique français né le 8 février 1773 à Besançon (Doubs) et mort le 21 juin 1832 à Besançon.

## Biographie
Il est fils de François-Félix-Bernard, président au parlement de Besançon (1760), qui fut substitué aux nom et armes de son bisaïeul paternel, Alexandre de Santans.
Émigré à la Révolution, soldat de l'armée de Condé, il rentre en France en 1815. Maire de Besançon (1816), il est député du Doubs de 1820 à 1830, siégeant au centre et soutenant les ministères de la Restauration. Il est gentilhomme de la chambre du Roi de 1825 à 1830, chevalier de Saint Louis et de la Légion d'Honneur. Il fut confirmé dans le titre de marquis de "Santans-Terrier" par LP du 28 juin 1821. Il refusa de prêter serment à la monarchie de Juillet en 1830 et mourut peu après, peut-être victime du choléra.
Il épousa le 9 mars 1808 Claude-Marie-Ignace Favière de Charmes (morte à Paris le 29 avril 1862), dont 2 fils et 2 filles.

## Sources
1. ↑  Révérend, Titres, Anoblissement et Pairies de la Restauration, tome 6-333 (avec généalogie descendante).
2. ↑  Jean-Marie Thiébaud, Dict. Encyclop. Toponymique de Franche-Comté, 2003, to 2.

- « Marie, Antoine, Charles, Suzanne de Terrier de Santans », dans Adolphe Robert et Gaston Cougny, Dictionnaire des parlementaires français, Edgar Bourloton, 1889-1891 [détail de l’édition]